# Port lotniczy Fort Smith
Port lotniczy Fort Smith (IATA: FSM, ICAO: KFSM) – port lotniczy położony w Fort Smith, w stanie Arkansas, w Stanach Zjednoczonych.